# Lil' Cease
Джеймс Ллойд (англ. James Lloyd; нар. 20 серпня 1977, Бруклін, Нью-Йорк, США), більш відомий під сценічним псевдонімом Lil' Cease — американський репер, актор і учасник реп-групи Junior M.A.F.I.A..
Lil' Cease був близьким другом покійного репера The Notorious B.I.G., що зіграв роль наставника у кар'єрі молодого репера. У 1995 році, разом з Junior M.A.F.I.A., Ліл Сіз випустив альбом Conspiracy. Альбом був сертифікований RIAA як «золотий».
У 1999 році Lil' Cease розпочав сольну кар'єру, випустивши свій перший та єдиний альбом The Wonderful World of Cease A Leo. Альбом, що включає участі від Jay-Z, Puff Daddy, Lil' Kim, Busta Rhymes та інших, дебютував під номером 26 у чарті альбомів Billboard 200. Головний сингл з альбому, «Play Around», досяг 9 місця в чарті Hot Rap Songs.
У 2005 році Lil' Cease возз'єднався з колишніми колегами по групі, Banger та MC Klepto, і випустив другий альбом гурту Junior M.A.F.I.A., Riot Musik. У наступні роки Ліл Сіз періодично випускатиме нову музику, виступаючи як одне з найкращих джерел для дивовижних історій про покійного The Notorious B.I.G.

## Біографія
Джеймс Ллойд народився і виріс у районі Бедфорд-Стайвесант у Брукліні, Нью-Йорк. Йому було 6 років, коли він уперше зустрів тодішнього 11-річного The Notorious B.I.G. у своєму будинку в Брукліні. Через 5 років, у 1988 році, вони потоваришували, а потім стали одним із найулюбленіших хіп-хоп дуетів усіх часів як «Бетмен і Робін». Сіз був другом Біггі, його довіреною особою, допомагав розігрівати натовп перед виступом і виступав разом з ним.
1995 року Ліл Сіз у складі групи Junior M.A.F.I.A. випустив альбом Conspiracy. Він привернув до себе увагу своїм куплетом у пісні «Player's Anthem», найвищому чартовому синглу альбому. Сіз також фігурує на саундтреку до комедійного фільму 1997 року How to Be a Player лейбла Def Jam Recordings. Ліл Сіз також взяв участь у пісні Lil' Kim «Crush on You» з її дебютного альбому Hard Core. Пізніше репер Cam'ron розповів про те, що саме він мав опинитися на цій пісні, а не Сіз.
Після появи гостя на альбомах інших виконавців, Cease випустив свій дебютний і єдиний студійний альбом The Wonderful World of Cease A Leo в 1999 році. Він досяг 26 місця в чарті Billboard 200 та 3 місця в чарті Top R&B/Hip-Hop Albums, а серед гостей на альбомі з'явилися Jay-Z, Lil' Kim та Bristal. У 2005 році Lil' Cease, Banger та MC Klepto возз'єдналися як гурт Junior M.A.F.I.A. і випустили другий альбом гурту, Riot Musik. У січні 2009 року Lil' Cease випустив пісню «Letter to B.I.G.», яка містить семпл з однойменної пісні Jadakiss із саундтреку до фільму Notorious.
У 2009 році Lil' Cease заснував власну компанію HardBody Entertainment, що займається випуском DVD, які містять п'ятиденну програму тренувань Lil' Cease, що включає діаграми м'язів, поради з харчування та факти фітнесу.
У 2017 році в інтерв'ю подкасту Drink Champs Ліл Сіз розповів, що після випуску альбому Life After Death The Notorious B.I.G. планував випустити п'ять альбомів: насамперед Біггі планував написати текст для сольного альбому Lil' Cease; Біггі та Jay-Z планували створити реп-супергрупу під назвою The Commission за участю Lil' Cease, Charli Baltimore та музичного продюсера Lance «Un» Rivera; новий альбом Junior M.A.F.I.A; сольний альбом Lil' Kim.

## Дискографія

### Студійні альбоми
- The Wonderful World of Cease A Leo (1999)

### Спільні альбоми
- Conspiracy (з Junior M.A.F.I.A.) (1995)
- Riot Musik (з Junior M.A.F.I.A.) (2005)

### Мікстейпи
- Junior M.A.F.I.A.: The Lost Files (2009)
- Everything Is Hard Body Vol. 1 (2010)
- Lil Cease & the Mafia Dons: Riding for King (з Mafia Dons) (2014)

### Сингли
- «Play Around» (спільно з Lil' Kim, Jay-Z і Diddy) (1999)
- «Chickenheads» (спільно з Carl Thomas) (1999)

## Гостьові участі
| Рік  | Пісня                                                                                             | Альбом                                      |
| ---- | ------------------------------------------------------------------------------------------------- | ------------------------------------------- |
| 1996 | «Big Momma Thang» (Lil' Kim за уч. Lil' Cease і Jay-Z)                                            | Hard Core                                   |
| 1996 | «Crush on You» (Lil' Kim за уч. Lil' Cease)                                                       | Hard Core                                   |
| 1997 | «Cheat on You» (Mase за уч. Lil' Cease, Jay Z & 112)                                              | Harlem World                                |
| 1997 | «Love Like This» (SWV за уч. Lil' Cease)                                                          | Release Some Tension                        |
| 1997 | «Back in You Again» (Rick James, Lil' Cease & Lil' Kim)                                           | Money Talks                                 |
| 1999 | «Can I Get Witcha» (The Notorious B.I.G. за уч. Lil' Cease)                                       | Born Again                                  |
| 1999 | «I'm Going Out» (Mobb Deep за уч. Lil' Cease)                                                     | Murda Muzik                                 |
| 1999 | «Future Sport» (Mister Cee за уч. Lil' Cease, Redman, Mr. Bristal & Tone Hooker)                  | How To Rob Cee                              |
| 2000 | «Revolution» (Lil' Kim за уч. Grace Jones & Lil' Cease)                                           | The Notorious K.I.M.                        |
| 2000 | «Off the Wall» (Lil' Kim за уч. Lil' Cease)                                                       | The Notorious K.I.M.                        |
| 2000 | «Crime Life» (DJ Clue за уч. Ja Rule, Lil' Cease & Memphis Bleek)                                 | DJ Clue Presents - Backstage Mixtape        |
| 2000 | «What's His Name» (DJ Whoo Kid за уч. The Notorious B.I.G., Lil' Cease, Lil' Kim & Memphis Bleek) | Murda Mixtape                               |
| 2001 | «Chinatown» (DJ Clue за уч. Lil' Kim, Lil' Cease & Junior M.A.F.I.A. )                            | The Professional 2                          |
| 2001 | «Nothing Wrong» (DJ Clue за уч. Lil' Kim, Banger & Lil' Cease)                                    | Stadium Series Part 1: Mixtapes For Dummies |
| 2007 | «Set Us Free» (Ameer за уч. Lil' Cease)                                                           | The 25th — Hour Enter The Zone              |
| 2009 | «Talk Go Through Us» (Fabolous за уч. Lil' Cease)                                                 | Return Of Mr. Fab                           |
| 2010 | «R7B Bitch» (BMF за уч. Lil' Cease, Blue Davinci & Oweee)                                         | BMF — Street Certified                      |
| 2011 | «Own Man» (Chinx за уч. Lil' Cease)                                                               | Cocaine Riot                                |
| 2011 | «Smokin Blunts» (Mistah F.A.B. за уч. Lil' Cease & Jay Rock)                                      | The Grind Is Terrible Thing to Waste Pt. 2  |
| 2011 | «Where You From» (Smoothe da Hustler за уч. Trigger Tha Gambler & Lil' Cease)                     | Violenttimes Day 2                          |
| 2011 | «Company» (Mr. Cheeks & The Lost Boyz Mafia за уч. Lil' Cease, BoB, LV & P. Cardni)               | Revolver Edition                            |
| 2011 | «Money All The Time» (F.T. (Fuc-that) за уч. Lil' Cease)                                          | The Brooklyn Beast                          |
| 2013 | «Bury The Hatchet» (DJ Kay Slay за уч. Outlawz & Lil' Cease)                                      | Rhyme Or Die                                |
| 2017 | «I Don't Want It» (The Notorious B.I.G., Faith Evans за уч. Lil' Cease)                           | The King & I                                |

## Фільмографія

### Художні фільми
- Paper Soldiers (2002)
- State Property 2 (2005)
- Biggie: The Life of Notorious B.I.G. (2017)

### Документальні фільми
- Eyes on Hip Hop (1995)
- Behind the Music — The Notorious B.I.G. (2001)
- Biggie and Tupac (2002)
- Chronicles of Junior M.A.F.I.A. (2004)
- Ego Trip's Race-O-Rama (2005)
- Dave Chappelle's Block Party (2005)
- Reality Check: Junior Mafia vs Lil Kim (2006)
- Rap Sheet: Hip-Hop and the Cops (2006)
- Life After Death: The Movie (2007)
- Murder Rap: Inside the Biggie and Tupac Murders (2015)
- Can't Stop, Won't Stop: A Bad Boy Story (2017)
- Who Shot Biggie & Tupac? (2017)
- Who Killed Tupac? (2017)
- Hip-Hop Evolution (2018)
- The Fabulous Chi Ali (2019)

### Телебачення
- The 1995 Source Hip-Hop Music Awards (TV Special) (1995)
- The 1999 Source Hip-Hop Music Awards (TV Special) (1999)
- The Howard Stern Radio Show (TV Series) (1999)
- 2nd Annual VH1 Hip-Hop Honors (TV Special) (2005)
- RapFix Live (TV Series) (2013)